# Paul Uzum
Paul Uzum (* 8. Juni 1911 in Lublin) war ein polnischgeborener rumänischer Grafiker und Maler.

## Leben und Werk
Uzum studierte an der sich damals in Rumänien befindenden Hochschule für Bildende Künste in Chișinău (Școala de arte frumoase din Chișinău), wo er 1932 im Rahmen einer Gruppenausstellung sich zum ersten Mal dem Kunstpublikum präsentierte. Weitere Kollektiven fanden 1936 sowie 1938 in Ismail und 1960 in Helsinki sowie 1962 in Havanna statt. Seit 1953 nahm er an den jährlichen Salons für Grafik (Saloanele anuale de grafica) in Bukarest teil.
Seine Werke wurden 1934 in Belgrad und 1959 in Bukarest in Einzelausstellungen gezeigt.
Vom Jahre 1973 an, wurden seine Arbeiten unter anderem in Anvers, Madrid, Frankreich, Constanța und Sibiu gezeigt.
Hauptsächlich trat er als Grafiker mit Künstlergrafik, Plakate und Buchillustrationen in Erscheinung. Jedoch entstanden auch Gemälde. Zu seinen präferierten Sujets gehörten Landschaften, Blumendarstellungen und Stillleben.